# Open du pays de Galles de snooker
L'Open du pays de Galles est un tournoi annuel de snooker professionnel. Il remplace le championnat professionnel gallois, un tournoi réservé aux joueurs gallois. Il se déroule périodiquement à Newport, à Cardiff et à Llandudno.

## Histoire

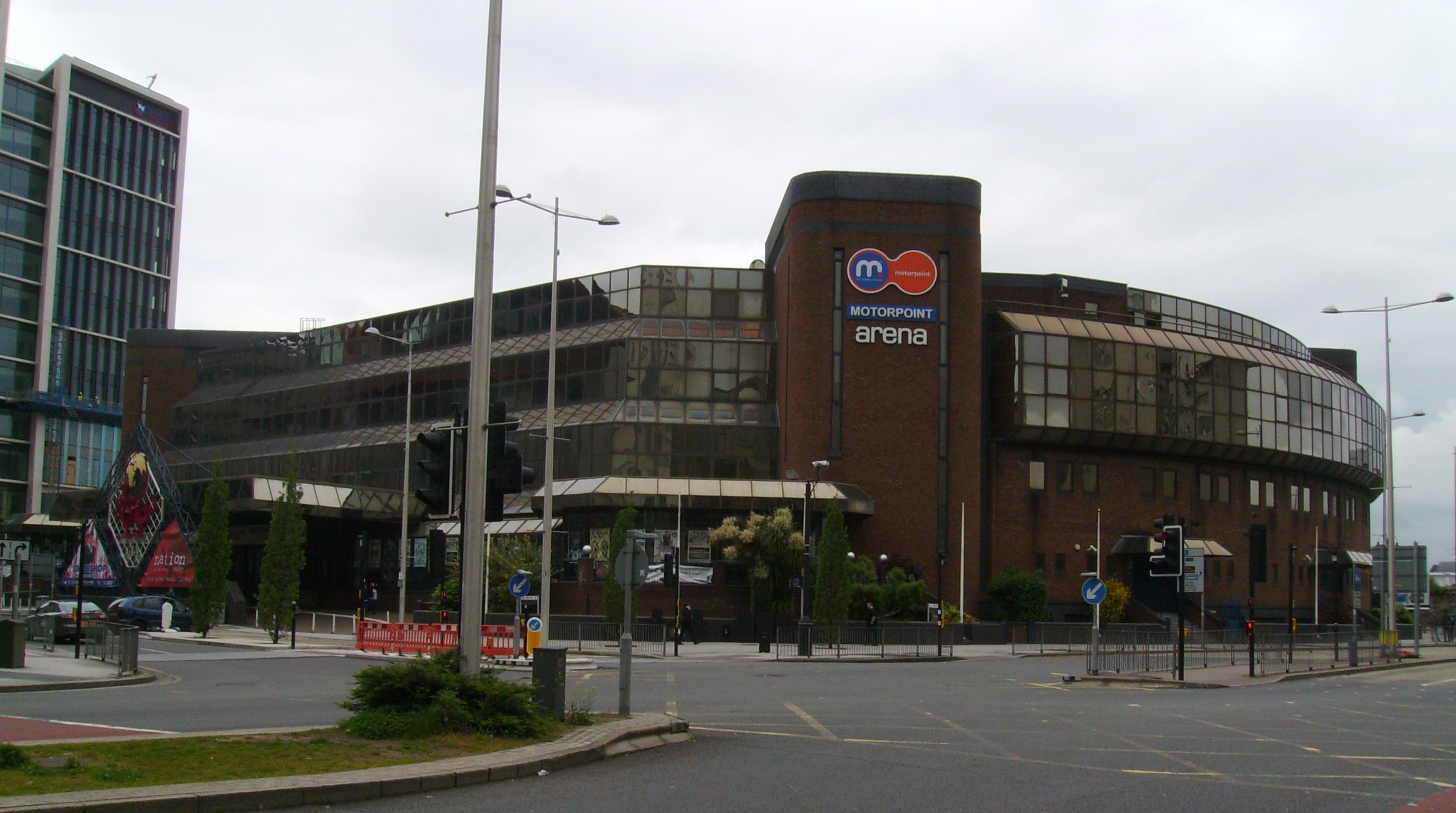
Motorpoint Arena

En 1992, le tournoi est ajouté au calendrier des tournois classés, en remplacement du championnat professionnel gallois qui se jouait depuis 1980 mais qui n'offrait pas de points au classement mondial. 
Jusqu'en 1998, le tournoi se déroule à Newport. Entre 1999 et 2004, il a lieu à Cardiff. Le tournoi s'est déroulé à nouveau à Newport de 2005 à 2014 toujours dans la deuxième moitié du calendrier de la saison. Depuis 2015, les rencontres ont lieu à la Motorpoint Arena de Cardiff. L’Écossais John Higgins est le plus titré avec cinq victoires. Le tenant du titre est l'Anglais Mark Selby.

## Palmarès
| \| Newport Cardiff \| Sites de l'Open du pays de Galles. |
| Newport Cardiff                                          |

| Année                           | Ville                           | Vainqueur                       | Finaliste                       | Score                           | Saison                          |
| Open du pays de Galles (classé) | Open du pays de Galles (classé) | Open du pays de Galles (classé) | Open du pays de Galles (classé) | Open du pays de Galles (classé) | Open du pays de Galles (classé) |
| ------------------------------- | ------------------------------- | ------------------------------- | ------------------------------- | ------------------------------- | ------------------------------- |
| 1992                            | Newport                         | Stephen Hendry                  | Darren Morgan                   | 9 – 3                           | 1991-1992                       |
| 1993                            | Newport                         | Ken Doherty                     | Alan McManus                    | 9 – 7                           | 1992-1993                       |
| 1994                            | Newport                         | Steve Davis                     | Alan McManus                    | 9 – 6                           | 1993-1994                       |
| 1995                            | Newport                         | Steve Davis (2)                 | John Higgins                    | 9 – 3                           | 1994-1995                       |
| 1996                            | Newport                         | Mark Williams                   | John Parrott                    | 9 – 6                           | 1995-1996                       |
| 1997                            | Newport                         | Stephen Hendry                  | Mark King                       | 9 – 2                           | 1996-1997                       |
| 1998                            | Newport                         | Paul Hunter                     | John Higgins                    | 9 – 5                           | 1997-1998                       |
| 1999                            | Cardiff                         | Mark Williams (2)               | Stephen Hendry                  | 9 – 8                           | 1998-1999                       |
| 2000                            | Cardiff                         | John Higgins                    | Stephen Lee                     | 9 – 8                           | 1999-2000                       |
| 2001                            | Cardiff                         | Ken Doherty (2)                 | Paul Hunter                     | 9 – 2                           | 2000-2001                       |
| 2002                            | Cardiff                         | Paul Hunter (2)                 | Ken Doherty                     | 9 – 7                           | 2001-2002                       |
| 2003                            | Cardiff                         | Stephen Hendry (3)              | Mark Williams                   | 9 – 5                           | 2002-2003                       |
| 2004                            | Cardiff                         | Ronnie O'Sullivan               | Steve Davis                     | 9 – 8                           | 2003-2004                       |
| 2005                            | Newport                         | Ronnie O'Sullivan (2)           | Stephen Hendry                  | 9 – 8                           | 2004-2005                       |
| 2006                            | Newport                         | Stephen Lee                     | Shaun Murphy                    | 9 – 4                           | 2005-2006                       |
| 2007                            | Newport                         | Neil Robertson                  | Andrew Higginson                | 9 – 8                           | 2006-2007                       |
| 2008                            | Newport                         | Mark Selby                      | Ronnie O'Sullivan               | 9 – 8                           | 2007-2008                       |
| 2009                            | Newport                         | Ali Carter                      | Joe Swail                       | 9 – 5                           | 2008-2009                       |
| 2010                            | Newport                         | John Higgins (2)                | Ali Carter                      | 9 – 4                           | 2009-2010                       |
| 2011                            | Newport                         | John Higgins (3)                | Stephen Maguire                 | 9 – 6                           | 2010-2011                       |
| 2012                            | Newport                         | Ding Junhui                     | Mark Selby                      | 9 – 6                           | 2011-2012                       |
| 2013                            | Newport                         | Stephen Maguire                 | Stuart Bingham                  | 9 – 8                           | 2012-2013                       |
| 2014                            | Newport                         | Ronnie O'Sullivan (3)           | Ding Junhui                     | 9 – 3                           | 2013-2014                       |
| 2015                            | Cardiff                         | John Higgins (4)                | Ben Woollaston                  | 9 – 3                           | 2014-2015                       |
| 2016                            | Cardiff                         | Ronnie O'Sullivan (4)           | Neil Robertson                  | 9 – 5                           | 2015-2016                       |
| 2017                            | Cardiff                         | Stuart Bingham                  | Judd Trump                      | 9 – 8                           | 2016-2017                       |
| 2018                            | Cardiff                         | John Higgins (5)                | Barry Hawkins                   | 9 – 7                           | 2017-2018                       |
| 2019                            | Cardiff                         | Neil Robertson (2)              | Stuart Bingham                  | 9 – 7                           | 2018-2019                       |
| 2020                            | Cardiff                         | Shaun Murphy                    | Kyren Wilson                    | 9 – 1                           | 2019-2020                       |
| 2021                            | Newport                         | Jordan Brown                    | Ronnie O'Sullivan               | 9 – 8                           | 2020-2021                       |
| 2022                            | Newport                         | Joe Perry                       | Judd Trump                      | 9 – 5                           | 2021-2022                       |
| 2023                            | Llandudno                       | Robert Milkins                  | Shaun Murphy                    | 9 – 7                           | 2022-2023                       |
| 2024                            | Llandudno                       | Gary Wilson                     | Martin O'Donnell                | 9 – 4                           | 2023-2024                       |
| 2025                            | Llandudno                       | Mark Selby (2)                  | Stephen Maguire                 | 9 – 6                           | 2024-2025                       |

## Bilan par pays
| Pays            | Joueurs | Total | Premier titre | Dernier titre |
| --------------- | ------- | ----- | ------------- | ------------- |
| Angleterre      | 11      | 17    | 1994          | 2025          |
| Écosse          | 3       | 9     | 1992          | 2018          |
| Pays de Galles  | 1       | 2     | 1996          | 1999          |
| Irlande         | 1       | 2     | 1993          | 2001          |
| Australie       | 1       | 2     | 2007          | 2019          |
| Irlande du Nord | 1       | 1     | 2021          | 2021          |
| Chine           | 1       | 1     | 2012          | 2012          |